# Tabanus defilippii
Tabanus defilippii är en tvåvingeart som beskrevs av Luigi Bellardi 1859. Tabanus defilippii ingår i släktet Tabanus och familjen bromsar. Inga underarter finns listade i Catalogue of Life.